# Municipio de Põlva
El municipio de Põlva (estonio: Põlva vald) es un municipio estonio perteneciente al condado de Põlva.

## Localidades (población año 2011)
- Aarna 205
- Adiste 83
- Ahja 507
- Akste 67
- Andre 58
- Eoste 57
- Himma 116
- Himmaste 496
- Holvandi 104
- Ibaste 41
- Jaanimõisa 97
- Joosu 90
- Kaaru 46
- Kadaja 58
- Kähri 82
- Kanassaare 63
- Karilatsi 113
- Kärsa 110
- Kastmekoja 25
- Kauksi 278
- Kiidjärve 168
- Kiuma 84
- Koorvere 41
- Kosova 78
- Lahe 71
- Laho 37
- Leevijõe 84
- Logina 46
- Loko 30
- Lootvina 129
- Lutsu 55
- Mammaste 587
- Meemaste 56
- Metste 76
- Miiaste 62
- Mooste 399
- Mõtsküla 66
- Mustajõe 49
- Mustakurmu 37
- Naruski 45
- Nooritsmetsa 52
- Orajõe 62
- Padari 30
- Partsi 91
- Peri 307
- Põlva 5,767
- Pragi 67
- Puskaru 61
- Puuri 162
- Rasina 101
- Roosi 62
- Rosma 372
- Säässaare 45
- Säkna 16
- Savimäe 24
- Soesaare 68
- Suurküla 93
- Suurmetsa 60
- Taevaskoja 89
- Tännassilma 182
- Terepi 39
- Tilsi 394
- Tromsi 49
- Uibujärve 38
- Valgemetsa 49
- Valgesoo 34
- Vana-Koiola 84
- Vanaküla 43
- Vanamõisa 38
- Vardja 131
- Vastse-Kuuste 396
- Viisli 35
- Vooreküla 79[1]